# 吴尚贤 (清朝)
吴尚贤（？—1751年），男，云南石屏县宝秀人，清朝时期云南商人。

## 生平
吴尚贤来到沧源茂隆银厂做工，并于1744年被拥立为矿主，与时任班老王蜂筑会盟，获得全权管理银厂。茂隆银厂在他的管理下，厂区分布百里，拥有矿工二三万人，是当时云南最大的银厂，从乾隆十一年至十三年（1746-1748）冬，共上缴课银12,800两。1746年吴尚贤以佤族酋长蜂筑的名义请求归附清朝。1750年1月，吴尚贤进入缅甸东吁王朝宫廷，说服缅王遣使“入贡”清廷，4月吴率象队赴京进贡。10月吴尚贤一行返回，时任云贵总督硕色以“侵肥入己”、私造军火的罪名将他拘捕，于隔年在狱中病故。

## 资料来源
1. ↑  沧源佤族自治县地方志编撰委员会. . 昆明: 云南民族出版社. 1998年12月: 907. ISBN 7-5367-1498-X.
2. ↑  . www.webaobo.com. 胞波网. 2016-08-30  [2017-12-13]. （原始内容存档于2017-12-14）.
3. ↑  罗春梅. . 红河学院学报. 2008, 6 (3): 51–54. doi:10.3969/j.issn.1008-9128.2008.03.013.